# Cynoglossum lanceolatum
Cynoglossum lanceolatum är en strävbladig växtart som beskrevs av Forsskál. Cynoglossum lanceolatum ingår i släktet hundtungor, och familjen strävbladiga växter. Inga underarter finns listade i Catalogue of Life.

## Bildgalleri

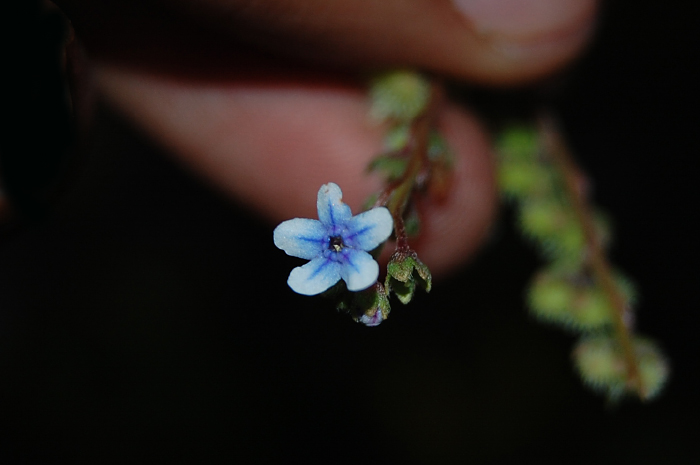